# Falange Africana
La Falange Africana o Legión Imperial (en francés: Légion Impériale) era una unidad militar creada por el gobierno francés de Vichy en noviembre de 1942, con el apoyo del embajador nazi Otto Abetz, para oponerse a los Aliados, que habían invadido el norte de África para expulsar al Eje. En abril de 1943 pasó a llamarse Légion des Volontaires Française de Tunisie (Legión de Voluntarios Franceses de Túnez), y fue capturada tras la rendición del Eje en África en mayo.

## Organización
Solo se pudo formar un batallón para la Legión, llamado Phalange Africaine (Falange Africana). Estaba formado por 400-450 hombres, aproximadamente 2/3 franceses y 1/3 argelinos.

## Oficiales al mando
El batallón estaba al mando del Coronel Simon Petru Cristofini.

## Historial de operaciones
En la primavera de 1943 luchó junto con los restos de la 334.ª División de Infantería alemana.